# Циркуляр малых планет
Циркуляр малых планет (англ. Minor Planet Circular, MPC) — периодическая (обычно в день полнолуния) публикация Центра малых планет. В циркулярах публикуются наблюдения, параметры орбит и эфемериды необычных малых планет (астероидов) и всех комет. Издаются с 1947 года (ISSN 07366884), сначала обсерваторией Цинциннати, а с 1978 года — Смитсоновской астрофизической обсерваторией.
В базе данных MPC присутствуют также сведения, собранные до 1947 года, предоставленные наблюдателями.
Наблюдения комет публикуются полностью, а для астероидов предварительно обобщаются по обсерваториям. Полный вариант наблюдений астероидов доступен как выходящие еженедельно «приложения» — англ. Minor Planet Circulars Supplement, MPS, издающиеся с октября 1997 года, ISSN 1528-137X. Циркуляры также анонсируют нумерацию и наименование новых астероидов; полные данные по новым объектам содержатся в англ. Minor Planet Circulars Orbit Supplement, MPO, издающимся с мая 2000 года, ISSN 21538530.
Электронный циркуляр малых планет (англ. Minor Planet Electronic Circular, MPEC) доступен с сентября 1993 года, ISSN 15236714, выходит «часто» (обновления орбит публикуются ежедневно). Электронный циркуляр рассматривается как «вре́менная публикация»; все материалы публикуются позже в MPC.